# اسرائیل شاهاک
اسرائیل شاهاک (عبری: ישראל שחק)‏ (۱۹۳۳–۲۰۰۱) پروفسور لهستانی الاصل بود که به تدریس شیمی در دانشگاه عبری اورشلیم اشتغال داشت. او به عنوان یک متفکر لیبرال و طرفدار حقوق بشر شناخته می‌شد. بین سال‌های ۱۹۷۰ تا ۱۹۹۰ او رئیس لیگ اسرائیلی حقوق بشر و از منتقدان جدی دولت اسرائیل بود. نوشته‌های او در مورد یهودیت بحث‌برانگیز است.

## زندگینامه
شاهاک در ورشو، لهستان به دنیا آمد. او کوچکترین فرزند یک خانواده مذهبی، صهیونیست یهودی اشکنازی بود. در زمان اشغال لهستان توسط آلمانی‌ها خانواده او به گتوی ورشو منتقل شدن. برادر او فرار کرد و به نیروی هوایی پیوست. مادر او به یک خانواده فقیر کاتولیک پول داد تا او را مخفی کنند. در سال ۱۹۴۳ او و خانواده اش به «کمپ پانیوتاوا» منتقل شدند و در آنجا پدر او از دنیا رفت. اسرائیل و مادرش از آنجا فرار کرده و به ورشو بازگشتند و لیکن یک سال بعد دستگیر شده و به «کمپ برگن-بلسن» فرستاده شدند. بعد از پایان جنگ در سال ۱۹۴۵ آن‌ها به فلسطین تحت قیومیت بریتانیا مهاجرت کردند.
از ۱۲ سالگی شاهاک برای مادرش که بیمار بود مخارج زندگی تأمین می‌کرد. بعد از یک دوره آموزشی مذهبی در کفار حسیدیم او به همراه مادرش به تل‌آویو رفت. بعد از اتمام دبیرستان او در نیروی دفاعی اسرائیل (IDF) خدمت کرد. بعد از آن او به دانشگاه عبری رفت و در رشته شیمی دکترا گرفت. او مشاور ارنست دیوید برگمان، رئیس انرژی اتمی اسرائیل شد.
در سال ۱۹۶۱ شاهاک اسرائیل را به مقصد آمریکا ترک کرد تا یک دوره فوق دکترا را در دانشگاه استنفورد بگذراند. او دو سال بعد به اسرائیل بازگشت و یکی از اساتید محبوب دانشگاه عبری اورشلیم بود. او مقالات زیادی چاپ کرد که بیشتر این مقالات بر روی کامپوندهای اورگانیک فلورین بود و در تحقیق سرطان اهمیت داشت. او تا زمان بازنشستگی در دانشگاه عبری اورشلیم ماند تا اینکه در سال ۱۹۹۰ به خاطر دیابت و علاقه به انجام کارهای دیگر بازنشسته شد.
در سال‌های بعد او در محله رهاویای اورشلیم زندگی می‌کرد. او در اورشلیم در ۶۸ سالگی به دلیل مشکلات ناشی از دیابت درگذشت.

## فعالیت‌های سیاسی
شاهاک اولین بار پس از سخنان داوید بن گوریون نسبت به جهتگیری‌های اسرائیل نگران شد وقتی داوید بن گوریون گفت که در جنگ سوئز در سال ۱۹۵۶ اسرائیل برای پادشاهی داوود و سلیمان جنگ می‌کرد. او فعالیت‌های سیاسی علیه یهودیت کلاسیک آغاز کرد. او نامه‌ای به روزنامه هارتز نوشت که در آن گفت که دیده‌است که یک مرد ارتدوکس در روز شبات تلفن خود را به یک غیریهودی که در خیابان از حال رفته بود نداد و این باعث بحث او دربارهٔ دیدگاه یهودیت ارتدوکس نسبت به غیریهودیان شد.
بعد از جنگ شش‌روزه در سال ۱۹۶۷ شاهاک لیگ اسرائیلی برای حقوق بشر را تشکیل داد. این سازمان از یهودیان و عرب‌هایی تشکیل شده بود که نسبت به سیاست‌های اسرائیل ضد فلسطینیان معترض بودند. او به همراه یکی دیگر از اساتید در سال ۱۹۶۹ نسبت به تبعیض دانشگاه علیه فلسطینیان تظاهرات کرد.
شاهاک بعدها به ترجمه اخباری که به نظر او غیراخلاقی بود از عبری به انگلیسی دست زد و این اخبار را سعی می‌کرد به اطلاع آمریکائیان برساند. او این ترجمه‌ها را به روزنامه‌ها، دانشگاه‌ها و فعالان حقوق بشر می‌فرستاد. این مقالات به دلیل تیترهایی نظیر «شکنجه در اسرائیل» یا «مجازات جمعی در کرانه باختری» بحث‌برانگیز بودند. او به یکی از چهره‌های معروف بین‌المللی در این زمینه تبدیل شد و با افرادی دیگر نظیر نوام چامسکی، ژان پل سارتر، گور ویدال، کریستوفر هیچنز و ادوارد سعید در ارتباط بود.

## تاریخ یهودی، دین یهودی: وزن سه هزار سال
در سال ۱۹۹۴ شاهاک کتابی به عنوان «تاریخ یهودی، دین یهودی: وزن سه هزار سال» چاپ کرد. او نوشت که تاریخ بیشتر کشورها در ابتدا قوم محور است؛ ولیکن بعد از مدتی این قبیله گرایی از بین می‌رود. او عقیده دارد که عصر روشنگری یهودیان را هم از مسیحیان یهودی ستیز و هم از خرافات درون گتو رهانید.
در این کتاب شاهاک نوشت که رفتار اسرائیلی‌ها با فلسطینیان از تعالیم دینی یهودی ضد غیریهودیان (جنتیلها) ناشی می‌شود. او نوشته‌هایی از ارتش اسرائیل را نقل می‌کند که در آن اشاره شده‌است که کشتن عرب‌ها بر اساس هلاخا (قانون فقه یهودی) مجاز است. از این رو در جنگ نیروهای غیرنظامی غیریهودی نیز بر اساس هلاخا باید کشته شوند.

### انتقادها
نوشته‌های او در این کتاب مخالفان زیادی در بین یهودیان طرفدار اسرائیل پیدا کرد. ورنر کوهن استاد دانشگاه بریتیش کلمبیا شاهاک را مورد انتقاد قرار داد.
بسیاری از نوشته‌های توسط گروه‌های نئونازی و ضدیهودی مورد استفاده قرار می‌گیرند. شاهاک به یهودی ستیزی متهم شده‌است زیر انتقادهایی از یهودیت و تلمود مطرح کرده‌است. اتحادیه ضد افتراء او را به عنوان یکی از ضد یهودیان مخالف تلمود میداند.